# Čtyři rohy

Státy čtyř rohů (oranžově) a region Čtyř rohů (červeně)

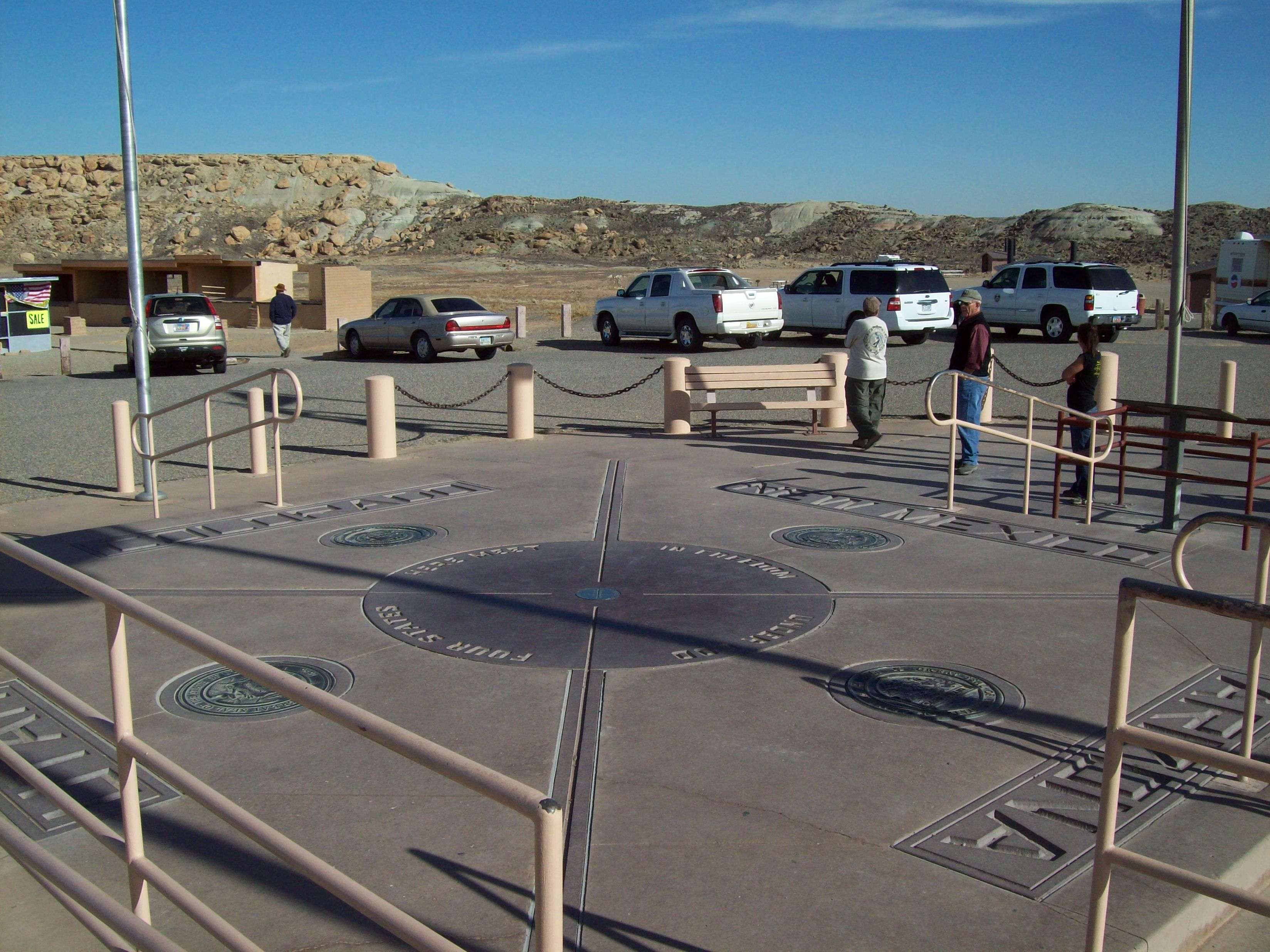
Four Corners Monument

Státy Čtyř rohů (anglicky Four Corners States) je označení pro čtyři navzájem sousedící státy (čtyřmezí) Spojených států amerických: Colorado, Nové Mexiko, Arizonu a Utah. Jméno vzniklo tak, že hranice těchto zhruba čtvercových států, které dohromady vytvářejí taktéž zhruba čtverec, se setkávají v jediném bodě, nazývaném Four Corners („Čtyři rohy“). Oblast okolo tohoto bodu, zahrnující jihozápadní cíp Colorada, severozápadní cíp Nového Mexika, severovýchodní cíp Arizony, jihovýchodní cíp Utahu, je označována jako region Čtyř rohů (Four Corners Region).
Na místě, kde se čtyři rohy stýkají, stojí památník zvaný Four Corners Monument. Na zemi je vyznačena poloha každého ze čtyř států a když člověk zvolí vhodnou pozici, může se nacházet ve všech čtyřech státech zároveň. Historie monumentu se datuje do roku 1912, ale hraniční kámen na místě byl turistickou atrakcí již notnou dobu předtím. Památník je provozován Navažskou rezervací, na jejímž území se zčásti nachází, a za vstup je vybírán poplatek.
V říjnu 2014 detekovala NASA ze svých satelitních dat v této oblasti metanový mrak o velikosti 2500 čtverečních mil (zhruba jako stát Delaware).